# Fontvieille
Fontvieille (v monegasqueštině Funtanaveya) je čtvrť Monackého knížectví. Nachází se v jižní části tohoto městského státu. Její rozloha je 32,95 hektarů. Sousedí se čtvrtěmi Jardin Exotique, La Condamine a Monaco-Ville a francouzskou obcí Cap-d’Ail. Na rozdíl od ostatních tradičních čtvrtí Monaco-Ville, Monte Carlo a La Condamine je Fontvieille prakticky kompletně postavena na uměle navršeném terénu (na úkor moře) a představuje tak nejmladší část malého státu. Rozšiřování pevniny jihozápadně od starého města Monaka, přímo na hranici s Francií, začalo v roce 1966 pod vládou Rainiera III. V roce 1981 položil tehdejší dědičný princ Albert základní kámen nové čtvrti. Na území Fontvieille byl vystavěn např. Stade Louis II. či monacký heliport

## Galerie

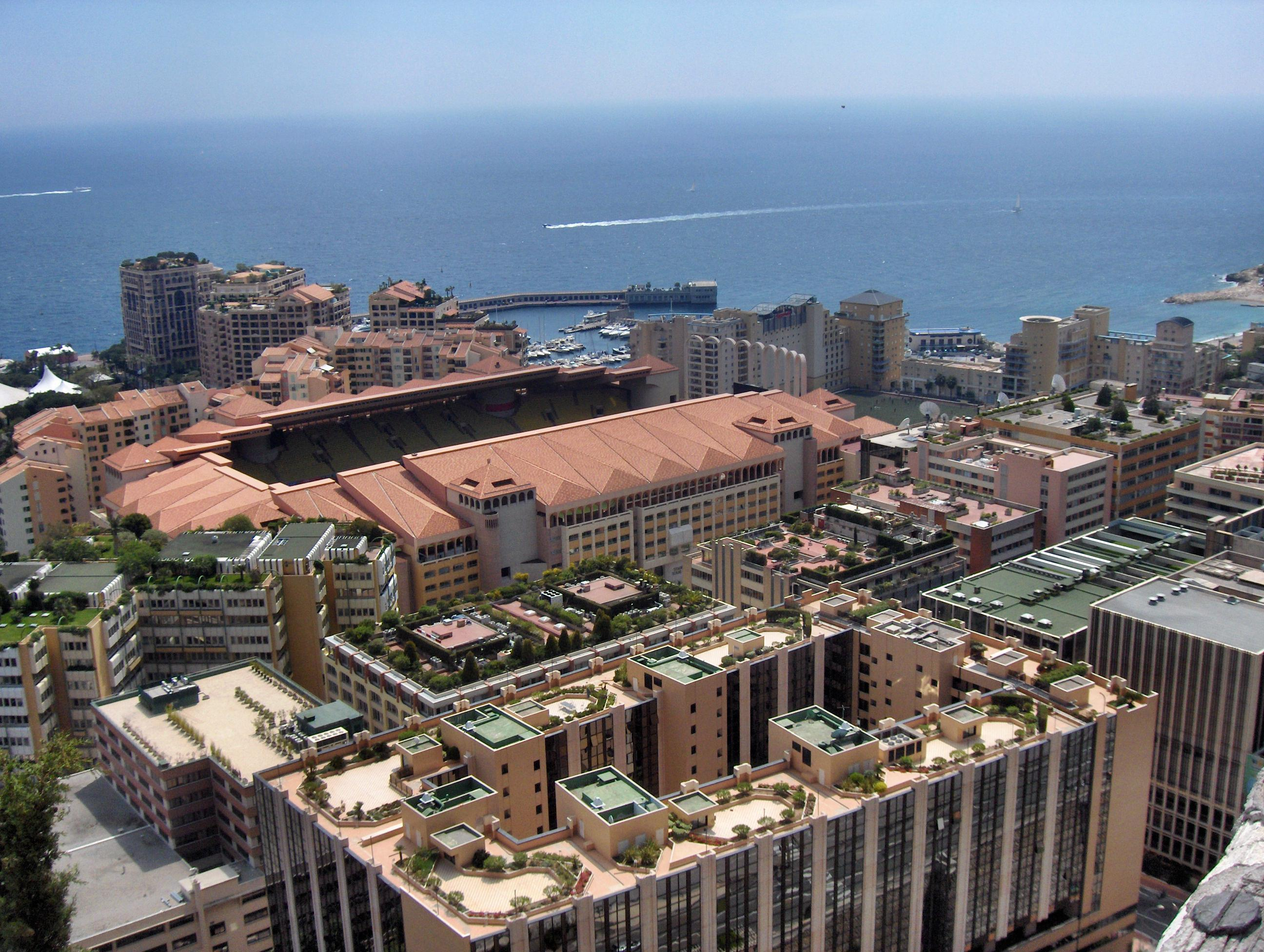
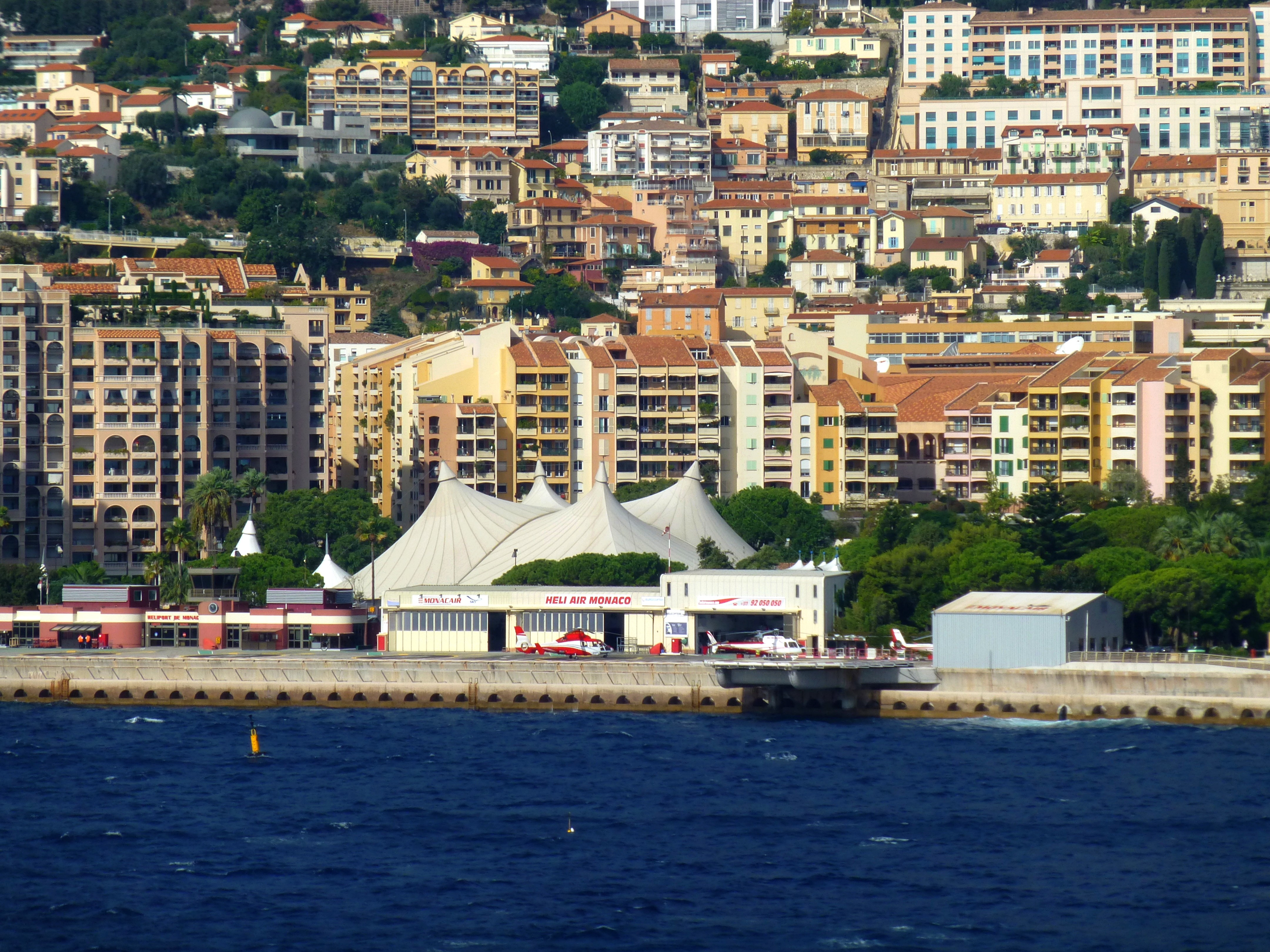
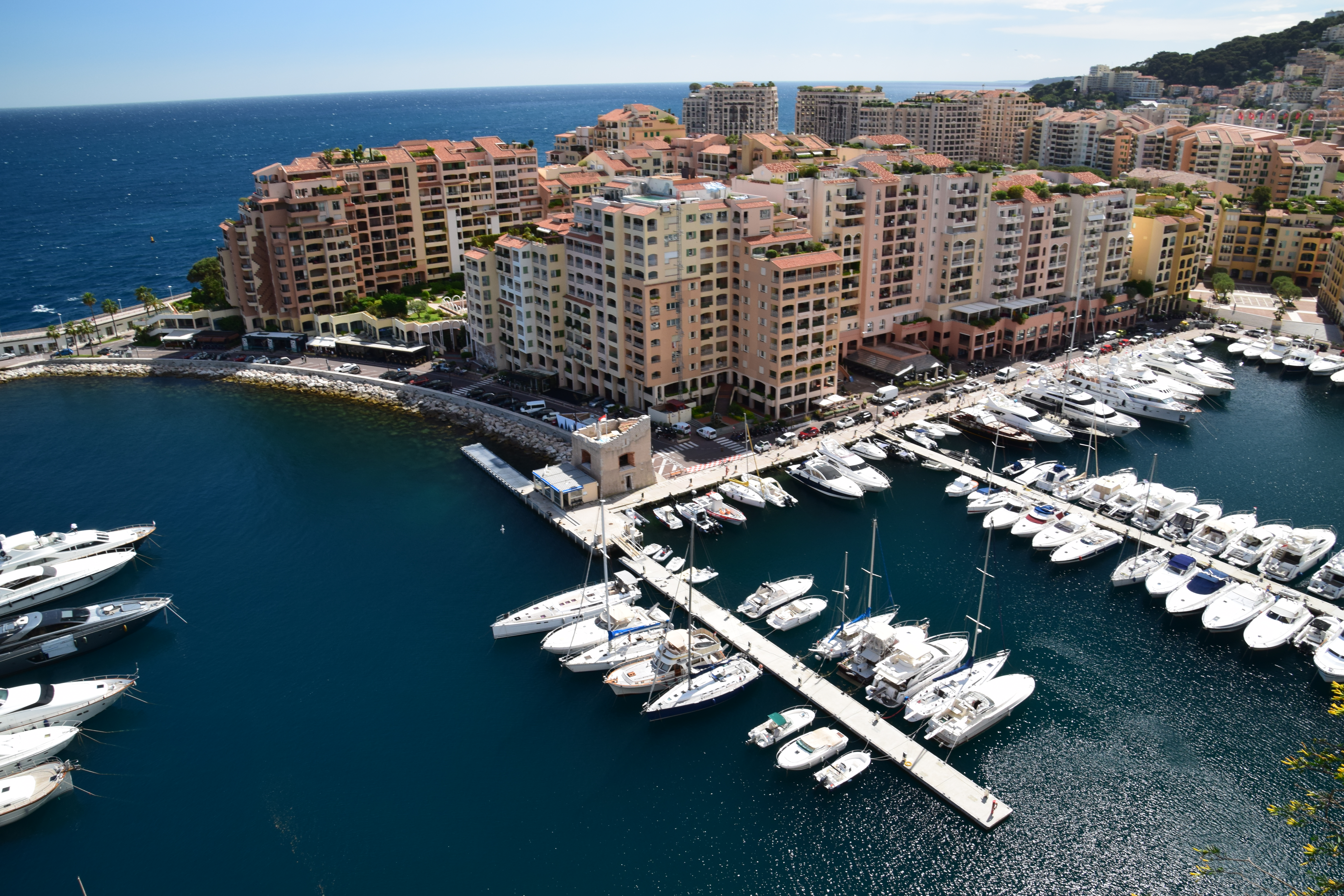
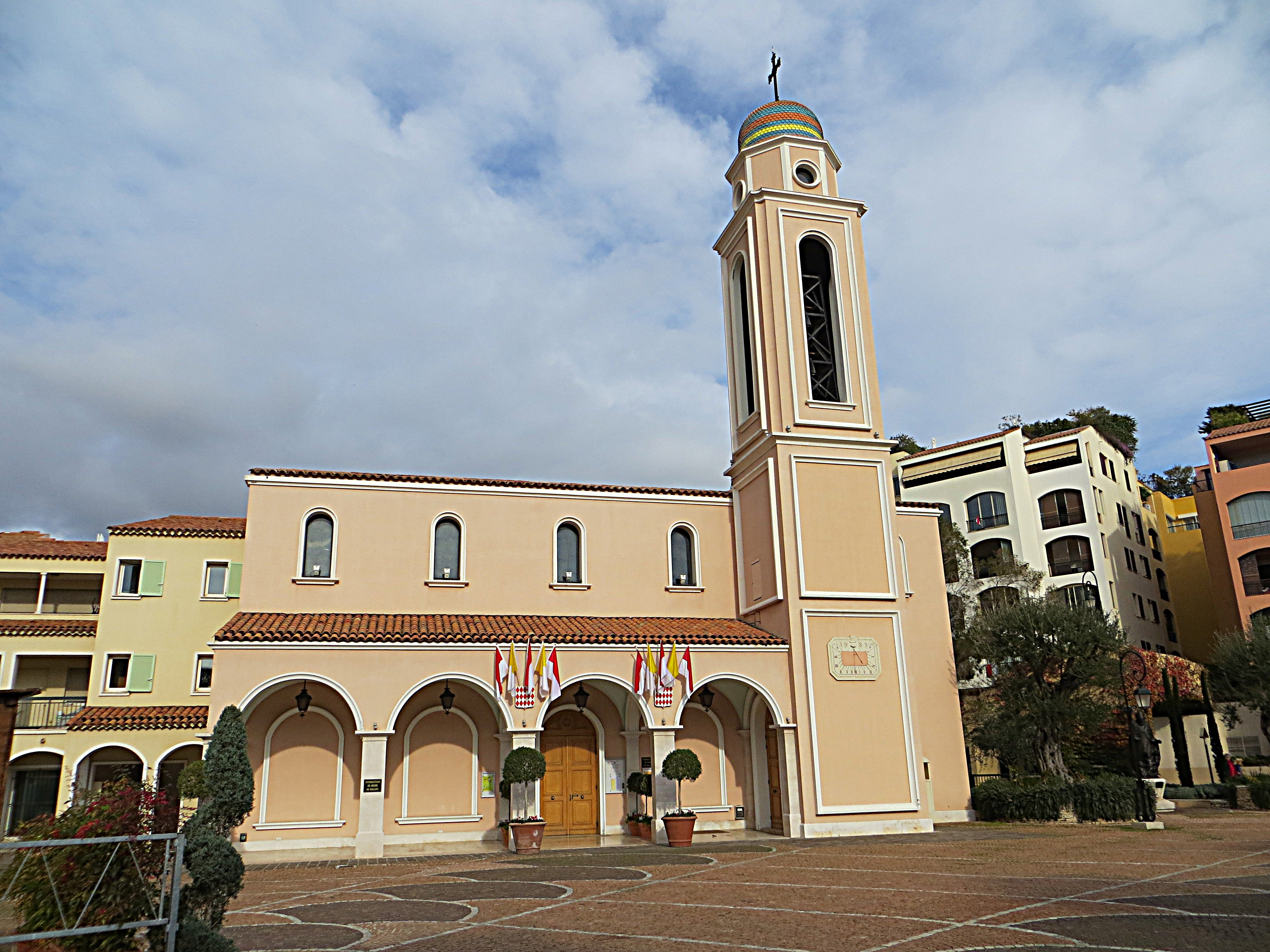